# Bereznjak-Isajev BI-1
Bereznjak-Isajev BI-1 (rus. БИ — Березняк Исаев) je bil raketni lovec, ki so ga razvijali v Sovjetski zvezi okrog leta 1940. Prvi let je bil 15. maja 1942. Poganjal ga je raketni motor na tekoče gorivo Duškin D-1A-1100, izvedli pa so tudi tri lete s potisno cevjo DM-4 in dvakrat z raketnim motorjem RD-1. Največja hitrost naj bi bila okrog 800 km/h.

## Specifikacije
Splošne značilnosti
- Posadka: 1
- Dolžina: 6,40 m (21 ft 0 in)
- Razpon kril: 6,48 m (21 ft 3 in)
- Višina: 2,06 m (6 ft 9 in)
- Površina kril: 7 m2 (75 sq ft)
- Teža praznega letala: 958 kg (2.112 lb)
- Maks. vzletna teža: 1.683 kg (3.710 lb)
- Pogon letala: 1 × Dushkin D-1A-1100 tekočegorivni raketni motor 1100kg

Zmogljivost
- Maks. hitrost: 800 km/h (497 mph; 432 kn) estimated
- Trajanje leta: 15 minutes under power

Oborožitev

- Strelno orožje: 2x ŠVAK topova v nosu